# Susan Fisher
Susan J. Fisher (* um 1951) ist eine Gynäkologin an der University of California, San Francisco. Dort ist sie (Stand 2020) Direktorin der translationalen Forschung für Perinatalbiologie und Perinatalmedizin am Zentrum für Reproduktionsbiologie und Professorin für Gynäkologie, Geburtshilfe und Reproduktionsbiologie.

## Leben
Fisher erwarb 1972 am Hope College in Holland, Michigan, einen Bachelor in Biologie und Chemie, 1977 an der University of Kentucky in Lexington einen Ph.D. in Anatomie. Hier blieb sie auch bis 1982 als Postdoktorandin.
Susan Fisher erforscht die Fähigkeit der Zytotrophoblasten (siehe Trophoblast) zur Invasion in die mütterliche Gebärmutter und die Eigenschaften embryonaler Stammzellen. Weitere Arbeiten befassen sich mit der Analyse verschiedener Proteome mittels Massenspektrometrie.
Fisher erhielt 2020 den March of Dimes and Richard B. Johnston, Jr., MD Prize in Developmental Biology zugesprochen. Ausgezeichnet wurden ihre Arbeiten zur Plazenta des Menschen und ihre Bedeutung für die Entwicklung von Präeklampsie und Frühgeburtlichkeit. Fisher hat laut Datenbank Scopus einen h-Index von 83 (Stand Juli 2020).